# Безевань
Безевань, Безевані (рум. Băzăvani) — село у повіті Горж в Румунії. Входить до складу комуни Самарінешть.
Село розташоване на відстані 245 км на захід від Бухареста, 32 км на південний захід від Тиргу-Жіу, 81 км на північний захід від Крайови.

## Населення
За даними перепису населення 2002 року у селі проживали 146 осіб, усі — румуни. Усі жителі села рідною мовою назвали румунську.